# 궁합

궁합(宮合)은  혼인할 남녀의 생년월일과 시간을 음양오행에 맞추어 부부로서의 길흉을 예측하는 것을 가리키는 단어이다. 과거에는 혼인을 하기에 앞서 반드시 거치는 과정으로 궁합이 나쁘면 혼인을 하지 않았다고 한다.
궁합을 보는 이유
한 평생을 살다 보면 수많은 이들과 인연이 되어 희로애락을 겪는다. 뜻이 통하는 이를 만날 수 있고 뜻이 달라 반목하는 이들과 인연이 되기도 한다. 귀인을 만나 성공을 하는 경우가 있고 악연을 만나 고통을 겪는 경우가 있다. 누구나 인연이 된 이들과 앞날에 좋은 인연이 되기를 원한다. 좋은 운에는 운만큼 좋은 이들과 인연이 되고 안 좋은 운에는 운만큼 고통을 주는 이들과 인연이 된다. 인연이 된 이들과 함께 했을 때 미래에 어떠한 결과가 있는지를 알고자 보는 것이 궁합이다. 백송사주 

궁합 이해
복을 주고받는 인연과 고통을 주고받는 인연이 있다. 부자로 이끄는 인연이 있고 가난으로 이끄는 인연이 있다. 가난 하지만 세월을 행복하게 해주는 인연이 있다. 세월의 길이만큼 좋은 일이 생기는 인연이 좋은 궁합이다.  
궁합의 원리
사주의 기본 원리는 음양오행이다. 음양은 둘이 모여야 온전한 하나가 완성 된다는 의미이다. 하늘과 땅, 밤과 낮, 남자와 여자, 본인과 상대로 해석한다. 오행은 다섯 가지 사물과 색상을 의미한다. 木(목, 나무, 청색), 火(화, 불, 적색), 土(토, 흙, 황색, ), 金(금, 쇠, 백색), 水(수, 물, 검정)이다. 음양과 오행이 어떤 요소로 인연이 되는 가를 살펴 궁합을 판단한다. 하나는 양의 역할을 하고 다른 하나는 음의 역할을 하면 좋다. 어떨 때에는 양이 양을 만나야 좋다고 판단하고 음이 음을 만나야 좋다고 판단한다. 사주의 생김새에 따라 판단 기준이 다르다. 살아 있는 나무가 불을 만나면 타버리고 햇빛을 만나면 성장한다. 나무 기운이 왕 한 사주가 불의 기운이 왕 한 사주와 인연이 되면 타버린다. 사주의 생김새에 따라 火(화)를 불로 보기도 하고 햇빛으로 본다. 청색과 황색을 썩은 것과 청색에 검정을 섞은 색상이 다르다. 파트너가 火(화)일 때와 土(토) 일 때의 색상이 다르다. 인연이 되는 이들의 색상에 의해 앞날에 보이는 결과는 다르다. 청색의 기운이 왕 한 사주와 백색의 기운이 왕 한 사주가 인연이 된다면 합성으로 생성된 색상이 앞날에 영향을 준다.    

출처  : 사주와 점술 / 출판사 백송학당, 백송사주  

## 같이 보기
- 속궁합
- 무료궁합
- 궁합